# Nitidiscala indianorum
Nitidiscala indianorum är en snäckart som först beskrevs av Carpenter 1864.  Nitidiscala indianorum ingår i släktet Nitidiscala och familjen vindeltrappsnäckor. Inga underarter finns listade i Catalogue of Life.